# Günter Apel

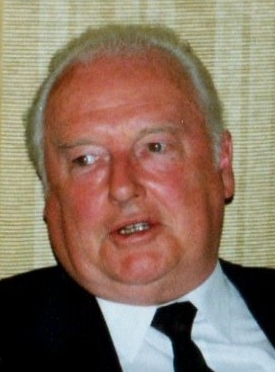
Günter Apel

Günter Apel (* 16. Februar 1927 in Weimar; † 29. November 2007 in Hamburg) war ein deutscher Gewerkschafter und Politiker (SPD).

## Leben und Beruf
Apel war der Sohn des Landwirtschaftsrates Kurt Apel und wuchs in Weimar auf, wo er nach Kriegsende einige Jahre als Geschichtslehrer tätig war. 1950 flüchtete er nach West-Berlin, schloss an der dortigen Hochschule für Politik ein Diplomstudium an und wechselte anschließend 1953 zur Deutschen Angestellten-Gewerkschaft (DAG; heute ver.di) nach Hamburg. Ab 1963 Mitglied des Bundesvorstandes, wurde er 1967 zum stellvertretenden Vorsitzenden der DAG gewählt. Apel war von 1960 bis 1972 Mitglied des Beirats der Friedrich-Naumann-Stiftung.

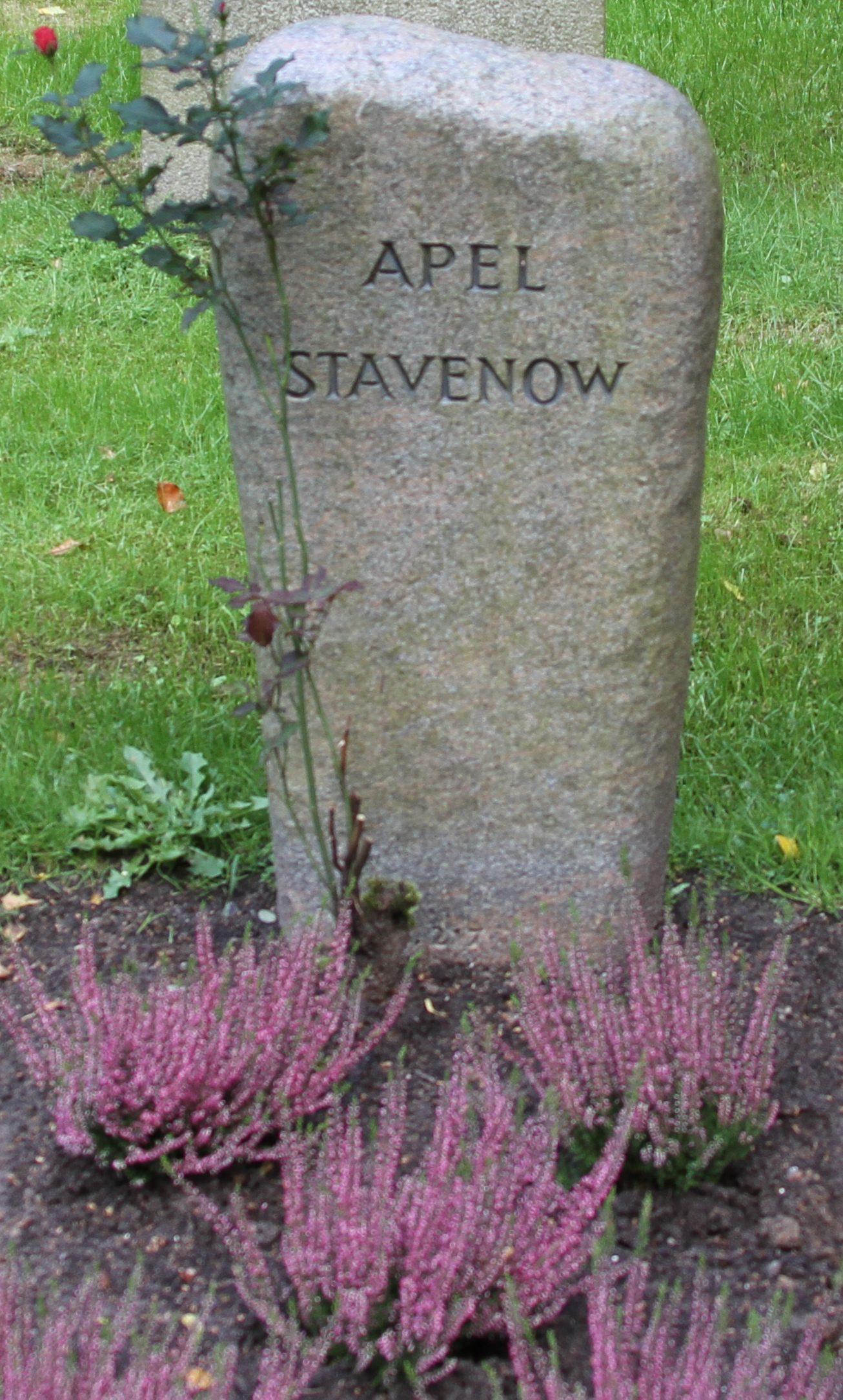
Grabstein von Günter Apel und seiner Frau Ursula (geb. Stavenow) auf dem Friedhof Ohlsdorf

Günter Apel starb am 29. November 2007 in Hamburg. Seine letzte Ruhe fand er auf dem Hamburger Friedhof Ohlsdorf.

## Abgeordneter
Apel gehörte der Hamburgischen Bürgerschaft von 1974 bis zu den Juniwahlen 1982 und von den Dezemberwahlen 1982 bis 1986 an. Dabei ruhte sein Mandat bis zum 2. März 1983 wegen der Zugehörigkeit zum Senat. Vom 2. März 1983 bis zum 10. April 1986 übte er als nächstberufener Bewerber das Bürgerschaftsmandat eines Senators aus, ehe für Jürgen Steinert, der zum Vorsitzenden des Gesamtverbandes der Wohnungswirtschaft gewählt worden war, bis zum Ende der Wahlperiode endgültig in die Bürgerschaft nachrückte.

## Öffentliche Ämter
1971 wurde Apel in den Hamburger Senat gewählt und von diesem als Nachfolger von Peter Schulz als Präses in die Hamburger Schulbehörde entsandt. In seine Amtszeit als Schulsenator fiel 1973 die Verabschiedung eines neuen Schulverfassungsgesetzes, das Eltern und Schülern eine erweiterte Mitbestimmung einräumte, sowie eines neuen Schulgesetzes 1977.
Nach den Bürgerschaftswahlen von 1978 wurde Apel zunächst Bevollmächtigter des Hamburger Senates beim Bund. Kurz vor seinem Ausscheiden war er für einige Monate Bausenator.